# San Javier (Misiones)
San Javier è una città dell'Argentina, capoluogo dell'omonimo dipartimento nella provincia di Misiones.